# سيه إت رايت
سيه إت رايت (Say It Right) هي أغنية بوب\آر إن بي للكندية نيللي فرتادو، من ثالث ألبوم لها والذي حمل عنوان لووس. طُرحت في الراديو الأمريكي بتاريخ 31 أكتوبر 2006 وتعد الأغنية المنفردة الثالثة لفرتادو من الألبوم الثالث في أمريكا الشمالية وأستراليا بعد برومسكيوس ومانإيتر، سيه إت رايت هي أكثر الأغاني نجاحاً لـنيللي فرتادو في الشرق الأوسط وأكبر برهان على ذلك أنها عرضت دون غيرها في قنوات عربية كثيرة على رأسها ميلودي ونغم التابعة للفضائية اللبنانية المؤسسة اللبنانية للإرسال. بداية صنع الأغنية كان في تمام الساعة الرابعة صباحاً في الوقت الذي كان فيه نيللي وتمبالاند يستمعان إلى فرقة يو تو الإيرلندية التي تعتبر واحدة من الفرق المفضلة لدى نيللي فرتادو وبذلك ألهمتهم فرقة U2 على كتابة سيه إت رايت. الأغنية من أشعار نيللي فرتادو بمساعدة الملحن تمبالاند ودانجا اللذان ساعدا فرتادو في كتابة الأغنية. في فبراير 2007 حصلت الأغنية المركز الأول في أمريكا بقائمتها الرسمية بيلبورد لتكون سيه إت رايت بذلك ثاني أغنية تحتل هذا المركز في أمريكا بعد أغنية برومسكيوس التي حصلت على هذا المركز 6 أسابيع متتالية. الأغنية صدرت كرابع أغنية منفردة في أوروبا وآسيا فمن المعروف أن ترتيب طرح الأغاني المنفردة يختلف بين الدول. الأغنية طرحت في المملكة المتحدة متأخرة نوعاً ما بتاريخ 5 مارس 2007 وذلك للتحميل فقط وليس للبيع كقرص موسيقي. نجاح سيه إت رايت جعلها تحصل المركز الثاني كأفضل مبيعات أغنية حول العالم بعد أغنية ريهانا التي كانت أغنيتها «إمبريلا» أكثر الأغاني مبيعاً على الإطلاق كما أن سيه إت رايت ترشحت لجائزة غرامي كأفضل أداء بوب نسائي. الفيديو الموسيقي للأغنية تجاوز 840 مليون مشاهدة على موقع يوتيوب في فبراير 2023 و هو الأكثر مشاهدة للفنانة.

## لمحة حول الأغنية

### التحضير
كتبت فرتادو الأغنية في الاستديو مثل بقية أغاني ألبوم لووس وتحدت طاقم العمل في أنها سوف تكتب أغنية عظيمة حيث قالت Really? I'll show you بعد ذلك قام تمبالاند وشريكه في الإنتاج والتلحين دانجا بمشاركة فرتادو في كتابة الأغنية وخرجا بنتيجة جيدة. في أغنية سيه إت رايت تم استخدام 4 مكبرات صوت. فرتادو استخدمت في الأغنية السبوكي كيبورد من نوع الدريفين بوب واستشهدت بذلك بأغاني فرقة Eurythmics الـبريطانية التي تستخدم آلات قريبة من المستخدمة في سيه إت رايت وخصوصاً أغنيتهم Here Comes the Rain Again التي صدرت في بداية الثمانينات (عام 1983) الأغنية سجلت باستخدام نوتة F minor. الأغنية تم اختيارها ضمن قائمة أغاني ألبوم Now 24 بنسخته الأمريكية وبألبوم Now 66 النسخة البريطانية وNow هي سلسلة ألبومات تطرح أفضل ما أصدر بالأسواق من أغاني. الأغنية سجلت بصوت الفرقة البريطانية Bloc Party في برنامج المذيع Jo Whiley الذي يبث من خلال إذاعة BBC اللندنية وذلك بتاريخ 11 أبريل 2007. أستخدمت سيه إت رايت في مسابقة Miss Universe 2007 كخلفية موسيقية.

### الفيديو كليب

نيللي وتمبالاند في الكليب ويظهر شعار قناة ميلودي

قام بإخراجه الثنائي مخرِجَي الكليبات والأفلام والبرامج البريطانيين Rankin & Chris في تجربتهم الأولى مع فرتادو وقد تم تصويرها في فترة متقاربة مع الأغنية أول غود ثينغز (كوم تو أن إند) وسيطرح Rankin & Chris في 2007 الفيلم الأول لهما بعنوان The Lives of the Saints. قدمت نيللي الكليب بمشاركة منتج ألبوماتها تمبالاند الذي ظهر معها بطريقة حزينة. يبدأ الكليب بطائرة كتب عليها اسمها تهبط على أرض مطار مخصص لها، تبدأ بغناء الأغنية حتى تنتهي وتغادر المكان بالطائرة ذاتها. ظهرت نيلي في الكليب بعدد من الإطلالات بلغ عددها 5. تم تصوير الأغنية في مواقع متعددة في لوس آنجلس أكبر مدن ولاية كاليفورنيا في نهاية شهر أكتوبر 2006 الأغنية عرضت للمرة الأولى في برنامج Total Request Live الخاص بقناة MTV الموسيقية في أمريكا بتاريخ 6 نوفمبر 2006 أما في كندا فقد قامت محطة MuchMusic الكندية بطرح الكليب بعد أيام من طرحه في أمريكا بتاريخ 16 نوفمبر 2006 وحظيت الأغنية بمركز متقدم نوعاً ما في برنامج Total Request Live في أول دخول لها في السباق حيث حصلت على المركز التاسع بتاريخ 8 نوفمبر. وحصلت في هذا السباق على المركز الأول مرتين في نهاية العام 2006 تاريخ 14 ديسمبر أما في برنامج Countdown الخاص بقناة MuchMusic فقد حصلت الأغنية المصورة على المركز الأول للمرة الأولى في منتصف شهر فبراير 2007. الأغنية المصورة لسيه إت رايت تعد من أكثر الأغنية بقاءً لفرتادو في قائمة برنامج TRL حيث بقيت مدة 40 يوماً. في المكسيك أغنية سيه إت رايت تعد رابع أغنية صدرت بعد مانإيتر، لا يوجد أحد متساوي وبرومسكيوس.

### التسويق
دخلت الأغنية قائمة البيلبورد الأمريكية بترتيب متدني في منتصف شهر نوفمبر 2006 حيث لم تحصل سوى على المركز الـ93. حصلت سيه إت رايت على المركز الأول في أمريكا في الأسبوع الـ14 من بداية دخولها السباق. موقع Allaccess.com نقل خبر أن أغنية سيه إت رايت هي أكثر الأغاني المستخدمة على الإطلاق في محطات الراديو الأمريكية لعام 2007. أغنية سيه إت رايت حصلت على المركز الأول 10 أسابيع متتالية في قائمة أغاني  BDS Airplay الكندية حيث دخلت الأغنية السباق في بداية شهر ديسمبر 2006. وبهذا تعد سيه إت رايت ثالث أغنية تحصل على المركز الأول في قائمة أغاني كندا الرسمية بعد أنا مثل الطير وبرومسكيوس. في إبريل 2007 أصبحت سيه إت رايت ثاني أغنية لفرتادو تحصل على المركز الأول في قائمة أغاني كندا للأغاني الراقصة. أغنية قل الحص حصلت على المركز الثانية 3 أسابيع في قائمة ARIA للأغاني المنفردة في أستراليا لتكون بذلك خامس أغنية تحصل على مركز متقدم في قائمة ARIA الأسترالية التي قيمت ألبوم سيه إت رايت بجائزة بلاتينية واحدة. في المملكة المتحدة التي تعد من أهم الأسواق التي تسهدفها فرتادو وكثير من المطربين حصلت أغنية سيه إت رايت على المركز العاشر ولكنها لم تصل إلى المركز الأول كما حدث في أغنية مانإيتر وبقيت في السباق 21 أسبوعاً. في فرنسا صادف سيه إت رايت نجاحاً هائلاً حيث حصلت على المركز الأول. في ألمانيا بقيت الأغنية بالمركز الثاني وبقيت في السباق 9 أسابيع.

### المركز الأول
حصلت الأغنية على المركز في عدد من الدول، هذه قائمة بأسماء أهم الدول:
| - بيلاروس | - بلغاريا |

| - الولايات المتحدة | - أوكرانيا |

| - البرتغال | - بولندا |

| - تركيا | - تايلاند |

| - جنوب إفريقيا | - سويسرا |

| - كندا | - إيطاليا |

| - نيوزيلندا | - إسرائيل |

| - فرنسا | - المجر |

| - كازاخستان | - الفلبين |

### تأريخ الطرح
- الولايات المتحدة : 31 أكتوبر 2006
- أستراليا : 2 ديسمبر 2006
- ألمانيا : 2 مارس 2007
- المملكة المتحدة : 5 مارس 2007

### طاقم الأغنية
- التسجيل: ميامي، فلوريدا
- الطبول: تمبالاند
- الكيبورد: دانجا
- أصوات الكورال: نيللي فرتادو، تمبالاند وجيم بينز
- المسؤول عن التسجيل ومهندس الصوت والمكس: ديمو
- كلمات: نيللي فرتادو، تمبالاند، دانجا
- ألحان: تمبالاند ودانجا
- إخراج: رانكين وكريس

## الصيغ وقائمة الأغاني
هذه مجموعة السيديز التي أصدرت للأغنية في مجموعة من الدول.
| #  | الأغنية      | نوع الأغنية                 |
| -- | ------------ | --------------------------- |
| 1. | Say It Right | radio edit                  |
| 2. | Maneater     | Radio 1 Live Lounge session |

| #  | الأغنية      | نوع الأغنية  |
| -- | ------------ | ------------ |
| 1. | Say It Right | main version |
| 2. | Say It Right | instrumental |

| #  | الأغنية      | نوع الأغنية   |
| -- | ------------ | ------------- |
| 1. | Say It Right | Radio edit    |
| 2. | Say It Right | Album version |
| 3. | Say It Right | Music Video   |

| #  | الأغنية       | نوع الأغنية   |
| -- | ------------- | ------------- |
| 1. | Say It Right  | Radio edit    |
| 2. | What I Wanted | Album version |
| 3. | Say It Right  | Peter mix 1   |

| #  | الأغنية       | نوع الأغنية         |
| -- | ------------- | ------------------- |
| 1. | Say It Right  | Radio edit          |
| 2. | What I Wanted | Album version       |
| 3. | Say It Right  | iTunes Live Session |

| #  | الأغنية      | نوع الأغنية        |
| -- | ------------ | ------------------ |
| 1. | Say It Right | featuring Balistik |